# Chocózanger
De chocózanger (Myiothlypis chlorophrys; synoniem: Basileuterus chlorophrys) is een zangvogel uit de familie Parulidae (Amerikaanse zangers).

## Verspreiding en leefgebied
Deze soort komt voor van zuidwestelijk Colombia (Cauca en Nariño) tot noordwestelijk Ecuador.